# Ichthyophis biangularis
Ichthyophis biangularis es una especie de anfibio gimnofión de la familia Ichthyophiidae.
Según comunicación personal de Wilkinson recogida por AmphibiaWeb, la posición taxonómica de esta cecilia ha de ser sometida a revisión.
Se considera endémica de Sarawak, uno de los dos estados pertenecientes a Malasia pero situados en la isla de Borneo.
Se ha hallado solamente en Matang (Sarawak), pero se supone que su área de distribución es más amplia.
Se considera que habita en bosque tropical húmedo, que los adultos llevan vida subterránea, que es una especie ovípara que hace la puesta en tierra y que las larvas son acuáticas.